# Commonwealth (área insular dos Estados Unidos)

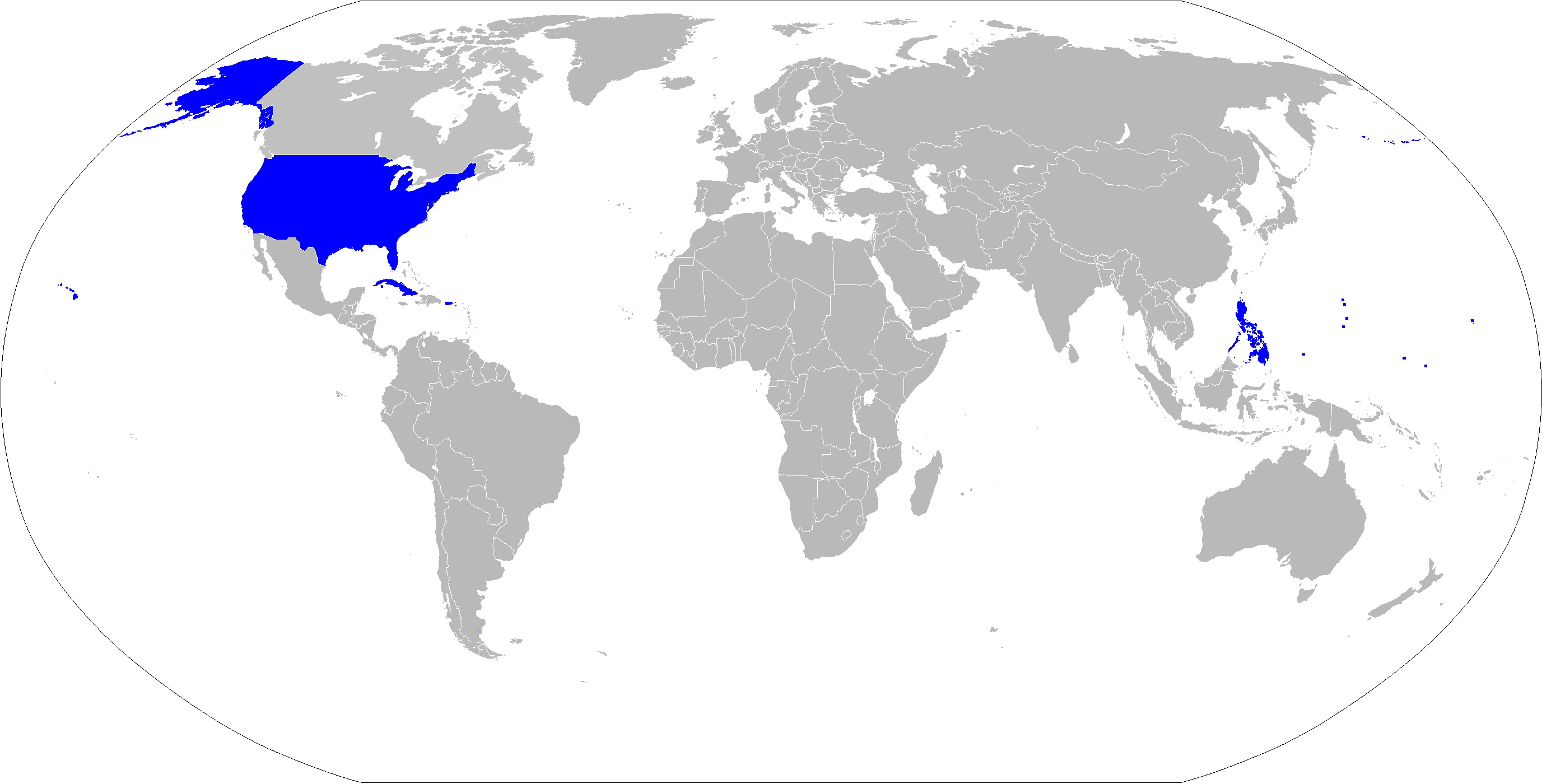
Mapa do Império Americano

Na terminologia das áreas insulares dos Estados Unidos, a commonwealth (comunidade) é um território organizado, mas dependente.
A definição de "commonwealth", segundo a política do Departamento de Estado dos Estados Unidos: Não descreve ou prevê  qualquer status político específico ou relação. Tem sido aplicada em alguns territórios. Sob uso em algumas áreas sob a soberania dos Estados Unidos que não são reconhecidos como Estados, somente descreve uma área ampla que é auto-governada pela adoção de uma Constituição, e cujo direito de se auto-governar seja aprovado unilateralmente pelo Congresso.
Existem atualmente somente duas áreas insulares dos Estados Unidos classificadas com o status de Comunidade: as Ilhas Marianas do Norte e Porto Rico.

## Atuais

### Porto Rico
Das atuais áreas insulares dos Estados Unidos, o termo foi usado pela primeira vez em Porto Rico no ano de 1952, formando o seu nome formal em inglês: Commonwealth of Puerto Rico. O seu nome formal em espanhol é Estado Libre Asociado de Puerto Rico. Apesar da tradução em espanhol do termo "commonwealth", o relacionamento de Porto Rico com os Estados Unidos não é de livre associação (como no caso das Ilhas Marshall, os Estados Federados da Micronésia e Palau). Como Estados soberanos, estas ilhas têm pleno direito de realizarem as suas próprias relações exteriores, enquanto a Comunidade de Porto Rico faz parte dos Estados Unidos como um território.
O território foi organizado pela Lei Foraker em 1900, e foi alterada pela Lei Jones-Safroth em 1917. A elaboração da constituição de Porto Rico por seus moradores foi autorizada pelo Congresso americano em 1951, e aprovada em 1952. Porto Rico tem realizado vários referendos com as opções de união, independência ou comunidade; a última opção foi a mais requerida.
A Comunidade de Porto Rico tem um grau de soberania, igualdade como um Estado da União Europeia. Os moradores de Porto Rico são cidadãos dos Estados Unidos, e são representados no Congresso americano por um comissário residente com voz, mas sem direito de voto. Os habitantes, geralmente não pagam impostos (no entanto, pagam Segurança Social, Serviço Médico e Seguro Desemprego), e não podem votar em eleições presidenciais.
Porto Rico participa em eventos esportivos com a sua própria equipe olímpica nacional. Porto Rico também participa de diversas organizações internacionais como a CEPAL, como um membro associado.

### Marianas do Norte
Em 1976, o Congresso americano aprovou mutuamente um pacto para estabelecer a Comunidade das Ilhas Marianas do Norte (Commonwealth of Northern Mariana Islands), em uma união política com os Estados Unidos. Este sistema foi criado para estabelecer uma Comunidade nas ilhas, junto com uma união política com os Estados Unidos que foi assinado em 1975 e codificada.

## Antigos

### Filipinas
A Comunidade das Filipinas foi uma área insular que detinha status de Comunidade de 24 de março de 1934 a 4 de julho de 1946. Os Estados Unidos reconheceriam a futura independência filipina em 1934, mas pediu um período de transição de 1934 a 1946, quando as ilhas se tornaram totalmente independentes.